# Łuskwiak szafranowoczerwony
Łuskwiak szafranowoczerwony (Pyrrhulomyces astragalinus (Fr.) E.J. Tian & Matheny) – gatunek grzybów należący do rodziny pierścieniakowatych (Strophariaceae).

## Systematyka i nazewnictwo
Pozycja w klasyfikacji według Index Fungorum: Pholiota, Strophariaceae, Agaricales, Agaricomycetidae, Agaricomycetes, Agaricomycotina, Basidiomycota, Fungi.
Po raz pierwszy takson ten zdiagnozował w 1821 r. Elias Fries, nadając mu nazwę Agaricus astragalinus. Obecną nazwę nadali mu E.J. Tian i P.B. Matheny w 2020 r.
Synonimy:

- Agaricus astragalinus Fr. 1821
- Dryophila astragalina (Fr.) Quél. 1886
- Flammula astragalina (Fr.) P. Kumm. 1871
- Flammula astragalina var. perelegans P. Karst. 1905
- Gymnopilus astragalinus (Fr.) S. Imai 1938
- Pholiotina astragalina (Fr.) Singer 1951

Nazwę polską zaproponował Władysław Wojewoda w 2003 r. dla synonimu Pholiota astragalina. Jest niespójna z aktualną nazwą naukową.

## Morfologia
Kapelusz
Średnica 2–7 cm, początkowo półkulisty, potem łukowaty, w końcu płaskowypukły, często lekko wklęsły na środku. Brzeg gładki ostry, u młodych owocników ze zwisającymi białokremowymi resztkami osłony. Powierzchnia gładka, pomarańczowoczerwona, czasami z różowym odcieniem, przy brzegu jaśniejsza – szafranowożółta.
Blaszki
Przyrośnięte ząbkiem, wąskie, początkowo kremowe, potem o barwie od ochrowożółtej do czerwonobrązowej. U młodych owocników i u starszych po zgnieceniu czernieją. Ostrza gładkie.
Trzon
Wysokość 5–9 cm, grubość 0,5–1 cm, cylindryczny, prosty, początkowo pełny, potem pusty, sprężysty. Powierzchnia powyżej strefy pierścieniowej gładka, jasnożółta do pomarańczowej, poniżej żółtopomarańczowo brązowa lub kremowa, pokryta włókienkami lub łuskami, przy podstawie pomarańczowobrązowa.
Miąższ
W stanie wilgotnym pomarańczowobrązowy, w stanie suchym szafranowożółty. Po uszkodzeniu ciemnieje. Smak gorzki.
Cechy mikroskopowe
Wysyp zarodników rdzawobrązowy. Zarodniki 5,5–8 × 3,5–4,5 μm, elipsoidalno-jajowate i nieco fasolkowate. Cheilocystydy wąskocylindryczne. Chryzocystydy liczne, maczugowate.
Gatunki podobne
Maślanka ceglasta (Hypholoma lateritium). Rozwija się na drewnie drzew liściastych, na kapeluszu ma żółte łuski.

## Występowanie i siedlisko
Łuskwiak szafranowoczerwony występuje w Ameryce Północnej, Europie, Korei i Japonii. W piśmiennictwie naukowym na terenie Polski podano wiele stanowisk. Nowsze stanowiska podaje internetowy atlas grzybów. Zaliczony w nim jest do gatunków chronionych lub rzadkich.
Nadrzewny grzyb saprotroficzny. Występuje w lasach na mocno spróchniałym drewnie drzew iglastych. Owocniki od lipca do października.